# توفینو، بریتیش کلمبیا
توفینو، بریتیش کلمبیا (به انگلیسی: Tofino) یک منطقهٔ مسکونی در کانادا است که در جزیره ونکوور، بریتیش کلمبیا واقع شده‌است. توفینو ۱۰٫۵۳ کیلومتر مربع مساحت و ۱٬۹۳۲ نفر جمعیت دارد و ۱۰ متر بالاتر از سطح دریا واقع شده‌است.